# Nab as-Sachr
Nab as-Sachr (arab. نبع الصخر) – miejscowość w Syrii, w muhafazie Al-Kunajtira. W 2004 roku liczyła 6172 mieszkańców.